# Prix COPSS
Le prix COPSS (COPSS Présidents' Award) est une distinction remise chaque année par le Committee of Presidents of Statistical Societies à une personne âgée de moins de 41 ans, en reconnaissance de ses contributions exceptionnelles à la profession de statistiques. Le prix COPSS, avec le Prix international de statistiques, sont considérés comme les deux plus hautes récompenses en statistiques (les « prix Nobel » de la statistique). Il correspond entre autres par sa limitation d'âge à la médaille Fields. Il est décerné par les cinq sociétés de statistiques qui parrainent :
- La Société américaine de statistique (American Statistical Association, ASA)
- La Société statistique du Canada (SSC)
- L'Institut de statistique mathématique (IMS)
- La Région de Nord-est Américaine de l' International Biometric Society (ENAR)
- La Région de Nord-Ouest Américaine de l' International Biometric Society (WNAR)

La remise du prix a lieu lors de l'assemblée conjointe annuelle (Joint Statistical meetings (en), JSM).

## Lauréats
- 1981: Peter J. Bickel (en), université de Californie, Berkeley
- 1982: Stephen Fienberg, université Carnegie Mellon
- 1983: Tze Leung Lai (en), université Stanford
- 1984: David V. Hinkley (en), université de Californie, Santa Barbara
- 1985: James Berger (en), université Duke
- 1986: Ross Prentice (en), Fred Hutchinson Cancer Research Center
- 1987: C. F. Jeff Wu (en), Institut de technologie de Géorgie
- 1988: Raymond J. Carroll (en), Texas A&M University
- 1989: Peter Gavin Hall, Université nationale australienne
- 1990: Peter McCullagh, Université de Chicago
- 1991: Bernard Silverman (en), université d'Oxford
- 1992: Nancy Reid, Université de Toronto
- 1993: Wing Hung Wong (en), université Stanford
- 1994: David L. Donoho, université Stanford
- 1995: Iain M. Johnstone, université Stanford
- 1996: Robert Tibshirani, Université Stanford
- 1997: Kathryn Roeder, université Carnegie Mellon
- 1998: Pascal Massart, université Paris-Sud
- 1999: Larry Wasserman, Université Carnegie Mellon
- 2000: Jianqing Fan, Université Princeton
- 2001: Xiao-Li Meng (en), Université Harvard
- 2002: Jun S. Liu (en), Université Harvard
- 2003: Andrew Gelman, Université Columbia
- 2004: Michael A. Newton (en), Université du Wisconsin
- 2005: Mark J. van der Laan (en), Université de Californie, Berkeley
- 2006: Xihong Lin, Université Harvard
- 2007: Jeff Rosenthal (en), Université de Toronto
- 2008: T. Tony Cai (en), université de Pennsylvanie
- 2009: Rafael Irizarry (en), université Harvard
- 2010: David Dunson (en), université Duke
- 2011: Nilanjan Chatterjee (en), université Johns-Hopkins
- 2012: Samuel Kou (en), université Harvard
- 2013: Marc A. Suchard (en), UCLA
- 2014: Martin J. Wainwright, université de Californie, Berkeley
- 2015: John D. Storey (en), université de Princeton
- 2016: Nicolai Meinshausen, ETH de Zurich
- 2017: Tyler VanderWeele (en), université Harvard[2]
- 2018: Richard Samworth (en), Université de Cambridge
- 2019: Hadley Wickham, RStudio[3]
- 2020: Rina Foygel Barber (en), Université de Chicago
- 2021: Jeffrey Leek (en), université Johns-Hopkins[4]
- 2022: Daniela Witten, Université de Washington[5]
- 2023: Ryan Tibshirani, Université de Californie, Berkeley[6]
- 2024: Veronika Ročková (en), Université de Chicago[7]
- 2025: Lester Mackey (en), Microsoft Research

Remarque: sont indiquées les institutions où les lauréats travaillent actuellement, non celles lors de l'attribution du prix COPSS.
Peter J. Bickel, Stephen Fienberg, James O. Berger, Ross L. Prentice, C. F. Jeff Wu, Raymond J. Carroll sont également conférenciers Fisher.